# Ліфкух
Ліфкух (перс. ليفكوه) — село в Ірані, у дегестані Чубар, у бахші Ахмадсарґураб, шагрестані Шафт остану Ґілян. За даними перепису 2006 року, його населення становило 571 особу, що проживали у складі 142 сімей.

## Клімат
Середня річна температура становить 14,37 °C, середня максимальна – 28,21 °C, а середня мінімальна – -0,50 °C. Середня річна кількість опадів – 911 мм.
| Клімат поселення                              | Клімат поселення | Клімат поселення | Клімат поселення | Клімат поселення | Клімат поселення | Клімат поселення | Клімат поселення | Клімат поселення | Клімат поселення | Клімат поселення | Клімат поселення | Клімат поселення | Клімат поселення |
| Показник                                      | Січ.             | Лют.             | Бер.             | Квіт.            | Трав.            | Черв.            | Лип.             | Серп.            | Вер.             | Жовт.            | Лист.            | Груд.            |                  |
| Середній максимум, °C                         | 10,45            | 11,24            | 12,83            | 18,06            | 21,81            | 26,54            | 28,21            | 28,05            | 23,62            | 21,18            | 17,16            | 12,31            |                  |
| Середня температура, °C                       | 4,97             | 5,78             | 7,37             | 12,59            | 16,34            | 21,07            | 23,86            | 23,71            | 19,28            | 16,82            | 12,80            | 7,94             |                  |
| Середній мінімум, °C                          | −0,5             | 0,30             | 1,89             | 7,12             | 10,87            | 15,59            | 19,50            | 19,34            | 14,92            | 12,48            | 8,45             | 3,58             |                  |
| Норма опадів, мм                              | 96               | 78               | 77               | 54               | 41               | 26               | 20               | 41               | 87               | 134              | 120              | 137              |                  |
| Середньомісячна швидкість вітру, м/с          | 2.27             | 2.33             | 2.40             | 2.30             | 2.30             | 2.52             | 2.50             | 2.39             | 2.12             | 2.00             | 1.91             | 1.93             |                  |
| Середньомісячна сонячна радіація, кДж/м²·день | 6954             | 9085             | 11202            | 15789            | 20014            | 22334            | 23113            | 19659            | 16152            | 11131            | 8736             | 6674             |                  |
| --------------------------------------------- | ---------------- | ---------------- | ---------------- | ---------------- | ---------------- | ---------------- | ---------------- | ---------------- | ---------------- | ---------------- | ---------------- | ---------------- | ---------------- |
| Джерело:                                      |                  |                  |                  |                  |                  |                  |                  |                  |                  |                  |                  |                  |                  |